# Portrait de Pedro Romero
Portrait de Pedro Romero est un tableau de Francisco de Goya peint entre 1795 et 1798, représentant son matador préféré.

## Contexte
Ce portrait a été peint au moment où une rivalité féroce opposait le torero de Ronda, au matador sévillan Costillares. Goya était alors le meilleur portraitiste de son temps, sa préférence allait à Romero, pourtant on lui attribua longtemps le portrait de Costillares, œuvre de Francisco Domingo (musée Lazaro Galdiano, Madrid). Le peintre était très protégé à la cour après avoir fait un portrait de la comtesse-duchesse de Benavente qui voulait quelque chose dans le genre de Marie-Antoinette par Madame Vigée Le Brun. 
Toutefois, Goya en tant que « sacripant » comme il se nommait lui-même, sut échapper aux pièges de la cour pour traiter également l'un de ses sujets favoris : la tauromachie. Il prit cet art comme sujet d'un carton de tapisserie (La novillada), mais le traita surtout dans sa série de gravures (La tauromaquia), une œuvre qui a servi de référence à de nombreux peintres de tauromachie : Marià Fortuny et Picasso (avec son illustration de La Tauromaquia).
Son idole, Romero, était aussi bien celle des quartiers populaires que des ducs d'Osuna qui le protégeaient.

## Description
Outre l'extrême dignité que reflète la posture du matador, l'élégance sobre de son costume, ce portrait témoigne du respect que Goya vouait à son matador préféré. L'œuvre est non seulement remarquable par sa beauté, mais selon José Somoza, écrivain sévillan : «  Chaque fois que je regarde le portrait de Pedro Romero qu'a peint Francisco de Goya, j'admire le génie de cet artiste qui a trouve le moyen en un portrait à mi-corps, de caractériser ce torero célèbre et singulier. Son visage, qui est très ressemblant, respire l'honnêteté et la sensibilité, sans que l'on remarque la moindre férocité sans âme propre aux gladiateurs » 

## Historique
Le tableau qui était la propriété de la famille Goya de Madrid avait disparu lors de l'inventaire des biens de Javier Goya. Il devint en 1812 la propriété de la veuve Vera  (Séville), puis passa dans les mains du journaliste, polémiste et collectionneur Henri Rochefort (Paris). On le retrouve successivement dans les collections de don Sebastian Gabriel de Bourbon Bragance (Pau), Léon Lafitte, héritier du précédent le reçut, puis le vendit à Rodolphe Kahn (Paris), qui le vendit à William Adby (Londres). puis Arthur Sachs (New York) l'acquit en 1966 pour la fondation Kimbell.